# Viana, Angola
Viana este un oraș în provincia Luanda, Angola.